# Torre normanna (Tricarico)
La torre normanna di Tricarico è una torre che costituiva il cosiddetto "maschio" del castello del quale faceva parte. Venne dichiarata monumento nazionale nel 1931. Nell'ambito del patrimonio architettonico della città costituisce, insieme con la cattedrale ed il palazzo ducale, uno degli elementi più importanti.
La storia narra il suicidio di una monaca. Oscuro è il nome della donna che, un giorno a tarda notte decise di porre fine alla sua vita buttandosi da questi tanti metri d’altezza facendo così dividere in due il suo corpo. La vicenda dunque narra che potete farle visita ogni giorno solo allo scoccare della mezzanotte.

## Descrizione
Alta 27 metri, con pareti che superano, in diversi punti, i 5 metri di spessore, orlata di beccatelli, caditoie e archetti di coronamento, si sviluppa su 4 livelli e svetta sulla parte sommitale di un costone roccioso sul quale è edificato il quartiere Monte.

## Storia
La torre era il maschio del castello del quale faceva parte. Il solo castello venne donato alle clarisse nel 1333 per istituirvi un monastero, mentre la torre continuò ad avere una funzione militare fino al Seicento, in quanto inserita nel sistema difensivo della città fortificata. Il castello, posto all'estremo margine sud della città, venne ceduto alle Clarisse a seguito del trasferimento dei feudatari in un nuovo castello (oggi palazzo ducale) collocato al centro dell'abitato. In epoca angioina venne costruita alla sua base una "scarpa" per rafforzarne le capacità di difesa.

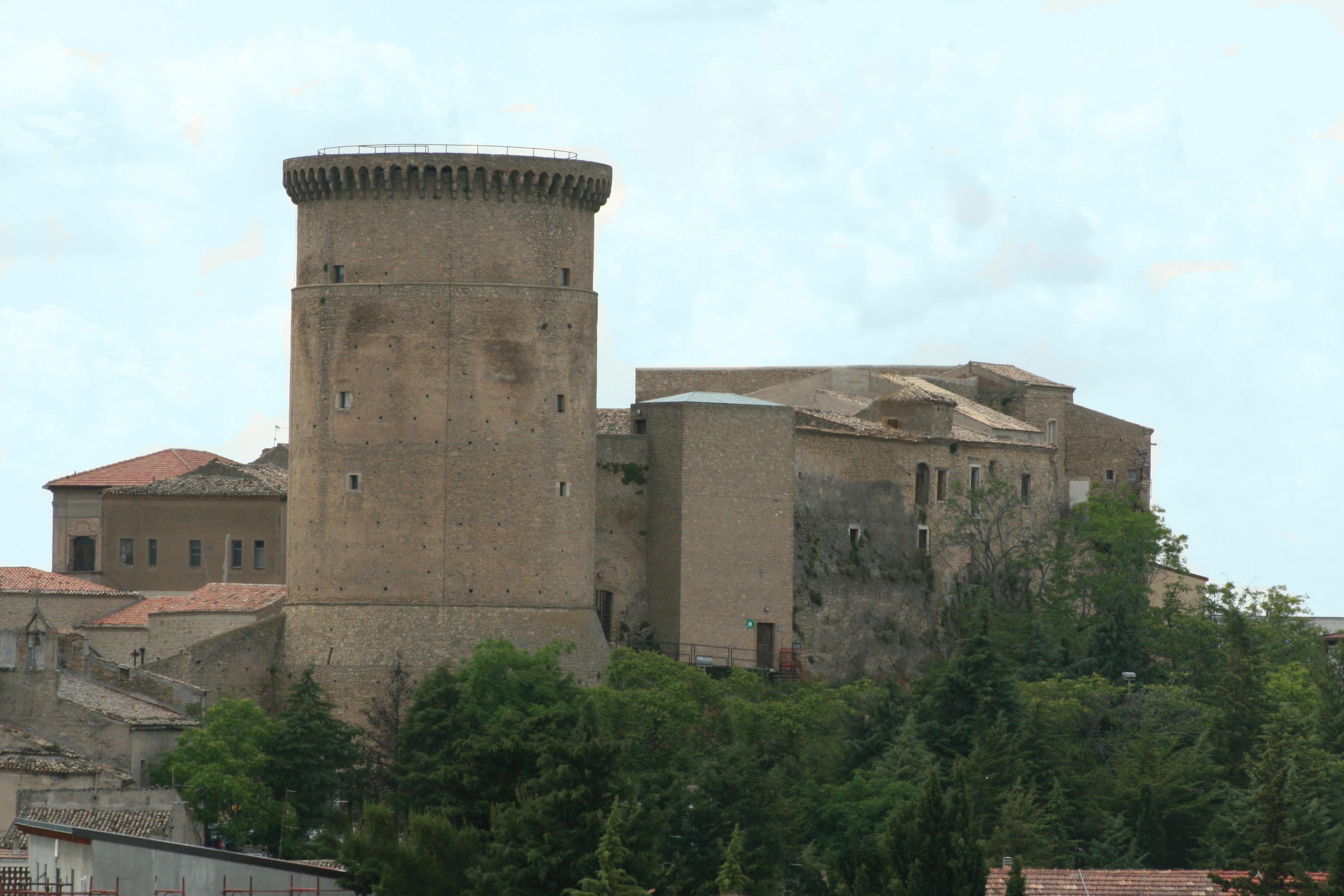
Torre normanna dal rione S. Nicola

Fino al 1605 (epoca cui risale la stampa di Tricarico inserita nella raccolta totius urbium praecipuarum mundi) vi era ancora buona parte della merlatura, in seguito eliminata.
Dalla sua sommità si domina un territorio molto vasto che si spinge, verso NNO (nord, nord-ovest), fino al monte Vulture e, verso NE (nord-est), fino alla Puglia.

## Curiosità
Sulla sommità, sebbene non vi siano muri intorno e gli archetti di coronamento siano quasi allo stesso livello del pavimento, se ci si mette sulla pietra posta al centro della superficie, si sente la propria voce rimbombare come se si fosse in una caverna.